# L'idea liberale
L'idea liberale è stata una rivista settimanale che circolò nell'ambiente della borghesia italiana dal 1892 al 1906 e fu curata da diverse figure di spicco dell'epoca.
La rivista prese forma all'inizio degli anni novanta dell'Ottocento, all'interno del Circolo Popolare milanese, con l'obiettivo di rinnovare il liberalismo lombardo e di riportarlo alle sue origini. Il suo scopo primario era quello di costituire una salda opposizione al socialismo, e in particolare alla rivista Critica Sociale di Filippo Turati, dalle cui colonne i socialisti avevano decretato la morte della scuola liberale.

## Le origini
Nel marzo 1892 un foglio volante intitolato L'idea liberale, con sottotitolo "Giornale di studi politici e sociali", anticipò a grandi linee il programma della rivista. Il foglio spiegava che l'Associazione monarchica fra gli studenti milanesi aveva preso l'iniziativa di pubblicare un periodico settimanale di discussione e di propaganda politica e sociale. Questa rivista avrebbe dovuto interessare, scuotere le classi dirigenti dalla loro apatia davanti ai problemi sociali, e infine diffondere anche tra la parte meno incolta del popolo delle massime serie e fino a quel punto ignorate di economia e di moralità pubblica, "prendendo specialmente occasione dallo svolgersi attuale dei fatti sì nell'ordine politico che in quello economico".
A partire dal 1º maggio 1892 L'idea liberale venne pubblicata regolarmente ogni settimana, la domenica, con la stessa testata e gli stessi redattori (Martinelli, Sormani, Nigra) del foglio volante.
La rivista partì soprattutto grazie al desiderio di Alberto Sormani di creare un nuovo partito di opposizione che si sostituisse alle associazioni e ai circoli moderati incapaci, per immobilismo e compromessi, di costruire una valida alternativa al socialismo. Il nuovo partito liberale italiano avrebbe dovuto nascere, nell'idea di Sormani, prestando attenzione agli avvenimenti economico-sociali e alle più recenti teorie filosofiche e scientifiche.
Il Positivismo, Charles Darwin e l'evoluzionismo, Spencer e il Determinismo, oltre a qualche suggestione nietzschiana, furono le sorgenti a cui attinse Sormani per dare vita a un nuovo liberalismo "scientifico", rivolto alla costruzione di un "uomo nuovo", moralmente e intellettualmente superiore, che fosse, darwinianamente, il prodotto finale dell'evoluzione umana nella quale gli inetti e gli incapaci dovevano soccombere. La rivista doveva perciò perseguire due scopi: combattere il socialismo e ridestare la borghesia e le classi dirigenti, incapaci di affrontare con energia i problemi sociali.
Il socialismo fu contrastato nei principi teorici, nei programmi, nelle proposte; l'inerzia borghese fu invece bersagliata dalle numerose accuse comparse sugli articoli della rivista.
La redazione della rivista era composta da Antonino Castiglione, Augusto Ferrari, Bassano Gabba, Guido Martinelli, Domenico Oliva e Alberto Sormani. Redattore responsabile era Costantino Nigra, mentre la direzione fu assunta da Sormani. Collaboratori assidui nei primi anni, tra i quali molti appartenevano al partito moderato milanese o erano soci del Circolo Popolare, furono Gaetano Negri, l'avvocato Ermanno Albasini Scrosati, Ulisse Gobbi, Pompeo Molmenti, Ercole Vidari, il sociologo Enrico Morselli, Mario Morasso, l'economista Vilfredo Pareto, il liberal-democratico Edoardo Giretti, Francesco Papafava, Giacomo Raimondi e molti altri ancora.
Sin dal primo anno di pubblicazione la rivista, che costava 10 centesimi a numero, presentò alcune rubriche fisse: Politica, curata esclusivamente da Antonio Castiglione, Giornali e Riviste, Noterelle, Bibliografia, affiancata dal 1893 dalla rassegna di Libri, e, saltuariamente, Rassegne d'arte (rubrica che nello stesso 1892 divenne Rassegna d'arte).
L'idea liberale non si occupò in effetti esclusivamente di politica, ma lasciò largo spazio anche alla letteratura, all'arte e alla cultura in generale, soprattutto durante le direzioni di Sormani, Oliva e Martinelli.

## La direzione di Domenico Oliva
Domenico Oliva, presidente del Circolo Popolare, assunse l'incarico di dirigere L'idea liberale alla morte di Alberto Sormani, avvenuta nel luglio del 1893. Fino al termine del suo incarico, Oliva conservò inalterate l'impostazione e le dimensioni della rivista, portando avanti le iniziative ed i programmi di Sormani. Inoltre, durante la sua direzione, potenziò l'aspetto culturale, sottolineando l'importanza degli studi artistici, filosofici, letterari e scientifici al fine di comprendere con maggiore profondità la società contemporanea.
Il 28 ottobre 1894 Oliva abbandonò L'idea liberale sia in qualità di direttore sia nelle vesti di collaboratore. L'abbandono faceva seguito a una polemica che dal luglio 1894 aveva contrapposto Oliva a Ermanno Albasini Scrosati. Quest'ultimo, in occasione dell'occupazione di Cassala nel Sudan da parte del generale Baratieri, aveva smorzato gli entusiasmi degli italiani per il successo in terra d'Africa, ricordando i numerosi problemi domestici che affliggevano la penisola. Oliva aveva replicato ad Albasini rivelando apertamente intenzioni filocrispine.
Tuttavia l'intervento di Oliva, nonostante fosse stato scritto a nome della rivista (infatti Oliva non siglò l'articolo con la sua firma, ma con il nome del settimanale), non solo non trovò appoggio fra i collaboratori dell'Idea liberale, ma suscitò anche numerose polemiche all'interno del Circolo Popolare che, infatti, nel 1895 non riconfermò la carica di presidente a Oliva, ma elesse in sua vece appunto Albasini Scrosati. In ogni caso non sembra che lo scontro con Albasini sia stato così determinante da spingere Oliva alle dimissioni dalla direzione dell'Idea liberale, da quanto si può capire da un paio di lettere di Martinelli indirizzate a Neera, "musa" dello stesso e di Sormani. I motivi reali furono invece l'incarico ricevuto da Oliva nel settembre 1894 di dirigere il quotidiano milanese La Perseveranza, e problemi di salute di natura nervosa.

## La direzione di Guido Martinelli
Il nuovo direttore della rivista fu Guido Martinelli che, come già anticipato da Oliva all'atto di congedarsi dal suo incarico, mantenne inalterata l'impostazione, conservando e portando innanzi gli insegnamenti di Sormani sia dal punto di vista politico, sia per quanto riguarda l'importanza data dal giornale all'aspetto culturale. Martinelli mantenne, infatti, le rubriche già esistenti e diede maggiore spazio all'arte, scrivendo lui stesso numerosi articoli di critica artistica siglati con lo pseudonimo "Candidus", mentre riservò spesso lo pseudonimo "Leone Guerra" per i pezzi di matrice politica.
Gli intenti politici di Martinelli consistevano nel conservare e difendere la libertà in ogni campo e dissipare gli equivoci sorti a proposito della politica crispina, distinguendo la "reazione antidemocratica" dei liberali scientifici dalla "democrazia conservatrice", ma antiliberale, di Crispi, del quale vennero biasimati sulle colonne dell'Idea liberale sia gli interventi in politica interna (quale per esempio, lo scioglimento nell'ottobre 1894 del Partito Socialista dei Lavoratori), sia la politica economica ed estera. Tuttavia, in occasione delle elezioni amministrative del 10 febbraio 1895, Martinelli, che aveva difeso fino all'ultimo la posizione d'indipendenza della sua rivista, dovette piegarsi alla volontà del Circolo Popolare che il 15 gennaio 1895 aveva votato a favore di una lista clerico-moderata. Nonostante il successo ottenuto da questo connubio politico, i giovani dell'Idea liberale ripresero ben presto la propria posizione polemica ed indipendente.
Nel momento in cui tu eletto il nuovo Presidente del Consiglio, Antonio Di Rudinì, con ampia soddisfazione dei liberali dell'Idea liberale, Guido Martinelli tentò di abbandonare la linea adottata dal giornale di appoggiare un singolo uomo o una singola corrente per riprendere, invece, la lotta contro i socialisti, al fine di evitare che L'idea liberale diventasse l'organo di propaganda dirudiniana a Milano, rischiando così di smarrire la fisionomia di rivista aperta a ogni discussione e collaborazione: "Noi adesso ci prepariamo ad abbandonare la polemica quotidiana personale, violenta, aspra contro uomini e cose che ci hanno imbarazzato per qualche tempo [...] Eccoci quindi ancora di fronte unicamente, o specialmente, al socialismo in tutte le sue multiformi aspettazioni". Tuttavia il Circolo Popolare, soddisfatto della nomina di Di Rudinì, non gradì i tentativi di Martinelli, né tantomeno i commenti negativi del direttore nei confronti del nuovo ministero. Di fronte a una così chiara divergenza d'opinioni, Guido Martinelli si vide costretto ad abbandonare L'idea liberale, senza comunque rivelare pubblicamente i reali motivi della sua decisione.
Durante il periodo della sua direzione, Martinelli, con l'inizio del 1896, aveva introdotto alcuni significativi cambiamenti nella rivista (dei quali aveva dato notizia già nel penultimo numero pubblicato nel 1895): aveva cambiato sede degli uffici appoggiandosi all'editore Max Kantorowicz, aveva cambiato il formato, che era diventato più piccolo sull'esempio dei giornali inglesi, aumentato il numero delle pagine da 8 a 16 con la forma di un elegante fascicolo, migliorato i caratteri tipografici e la carta, introdotto una numerazione progressiva dal primo all'ultimo numero di ogni annata, e infine si era occupato di una più attenta correzione degli errori.
Quando Martinelli diede l'addio all'Idea liberale (alla quale non collaborò più durante il periodo della direzione di Borelli), i proprietari della rivista sciolsero il contratto con l'editore Kantorowicz e ripresero l'amministrazione del periodico, che fu di nuovo trasportata nella sede iniziale; la pubblicazione fu affidata alla Tipografia Agraria.

## La direzione di Giovanni Borelli e l'inizio della fase calante della rivista
Il Circolo Popolare chiamò come successore di Martinelli nella direzione dell'Idea liberale Giovanni Borelli. Dopo un saluto rivolto al precedente direttore, del quale venne riconosciuto “il lavoro denso e gagliardo", “l'iniziativa intelligente", "la forza della volontà, del carattere e della mente", il settimanale mirò a precisare l'intenzione di "mantenere incolume la logica rigorosa che informò l'Idea Liberale da quando il modesto periodico surse", conservando "integro e vittorioso" il concetto della libertà, difendendolo sia "dalle sopraffazioni della plebe", sia "dalle vecchie chimere e abitudini", con l'intenzione di proporre un "periodico vivo e vigile, commentario esatto di quanto la politica, la scienza e […] anche l'arte, ci andranno offrendo di opportuno ed interessante".
Sotto la guida di Borelli la rivista abbandonò le controversie teoriche e la linea imposta da Sormani e Martinelli per fornire un incondizionato appoggio a Di Rudinì e per propagandare la rinascita del partito moderato contro l'epoca del trasformismo. In seguito al successo dell'estrema sinistra nelle elezioni del 21 e del 28 marzo 1897, sulla rivista si fece strada la proposta di fondare un partito conservatore monarchico ove si potessero riunire le disgregate file dei liberali per fornire una decisa opposizione al socialismo e agli altri partiti di sinistra. Con la formazione della Destra dissidente, a partire dal marzo-aprile 1897 Di Rudinì cominciò a perdere i consensi di cui godeva nell'Idea liberale, soprattutto a causa delle accuse che gli vennero rivolte di essere stato incapace di sfruttare la vasta opposizione anticrispina creatasi nel paese per rilanciare il partito liberale conservatore. In seguito ai tumulti sviluppatisi in varie regioni italiane, ma soprattutto a Milano (6-9 maggio 1898), a causa della Guerra ispano-americana che rendeva difficoltosi gli approvvigionamenti dall'estero, Di Rudinì, attaccato sia dai democratici che dai conservatori, fu costretto a dimettersi il 28 giugno 1898.
L'elezione del generale Luigi Pelloux, militante nella Sinistra, spinse i redattori dell'Idea liberale ad appoggiare la fondazione di un nuovo partito liberale, conservatore e di fede monarchica. Le più importanti riforme previste nel programma dei collaboratori del periodico riguardavano i tributi (per una più giusta imposizione fiscale), il liberalismo, il decentramento, il miglioramento dei rapporti tra capitale e lavoro, il miglioramento della condizione culturale dei cittadini, la riduzione delle spese militari.
Tuttavia anche il 1899 si chiuse con la schiacciante vittoria dei partiti di estrema sinistra nelle elezioni del 10 dicembre per il rinnovo delle amministrazioni locali a Milano; la vittoria si ripeté nelle elezioni generali del 3 e del 10 giugno 1900.
Giovanni Borelli non commentò l'avvenimento e dopo un lungo silenzio, durato da aprile a dicembre, scrisse sull'Idea liberale soltanto per accomiatarsi da lettori, accennando ai dissidi con gli stessi collaboratori circa l'avvenire della rivista.
L'idea liberale interruppe le pubblicazioni nel dicembre 1900, senza comunicare espressamente le motivazioni della decisione, anche se probabilmente fu la crisi della Destra, che stentava a trovare un programma unitario, a coinvolgere anche la rivista. Inoltre furono le divergenze fra gli stessi collaboratori, la fiacchezza ed il disinteresse della borghesia conservatrice a impedire un rinnovamento del liberalismo in senso moderno ed evoluzionista secondo l'insegnamento spenceriano.
Per quanto concerne l'aspetto culturale, durante la direzione borelliana la rivista aveva perso l'attenzione costante, dimostrata agli inizi, nei confronti dell'arte e della letteratura, assumendo un carattere esclusivamente politico, a eccezione della presenza, in quasi ogni numero, di alcune poesie relegate in sezioni diversificate anche dal punto di vista grafico. Nel momento in cui la rivista si apprestava a divenire l'organo di stampa di un nuovo movimento liberale-conservatore, i collaboratori si erano avvicinati al Marzocco proponendo per il 1899 la combinazione di un unico abbonamento alle due riviste a un prezzo estremamente vantaggioso. In tal modo, accanto ai problemi politici e sociali, L'idea liberale recuperava, indirettamente, anche l'importanza dell'aspetto culturale grazie all'unione con un giornale che aveva sempre dimostrato la propria opposizione all'estrema sinistra e si era adoperato per il rinnovamento della classe politica italiana.
Da un punto di vista tecnico, a partire dall'anno 1898 la rivista assunse una cadenza quindicinale e presentò il sottotitolo "Rassegna quindicinale di studi politici e sociali". Nel 1900 fu pubblicata ogni dieci giorni (con sottotitolo: "Rassegna di studi politici e sociali. Si pubblica il 10, 20 e 30 di ogni Mese"); inoltre, durante tutto il periodo della direzione di Borelli, a partire dal 1897, le rubriche Giornali e Riviste e Noterelle furono sospese, mentre fu introdotta la rubrica Leggendo... (note bibliografiche).

## L'ultima fase della rivista e il ritorno di Guido Martinelli
Il 27 dicembre 1903 L'idea liberale riprese le pubblicazioni in base alla decisione del secondo congresso del Partito Giovanile Liberale Italiano tenutosi a Mantova nel 1902. L'iniziativa editoriale rinacque sempre all'interno del Circolo Popolare di cui, nel 1903, era vicepresidente Guido Martinelli, il quale assunse in seguito il ruolo di redattore responsabile della rivista. Martinelli recuperò alcune rubriche presenti nelle annate 1892 - 1896 (Noterelle, Giornali e Riviste e un indice con recensione dei libri ricevuti), ne introdusse alcune nuove (Scorrerie letterarie a cura di Giovanni Lanzalone e Consigli del medico) e riprese la cadenza settimanale; tra i nuovi collaboratori comparvero i nomi di Papini, Prezzolini e Corradini. Fu Antonio Castiglione ad inaugurare il primo numero della seconda serie della rivista, spiegando i motivi della ripresa delle pubblicazioni.
La rivista si caratterizzò come foglio politico, riconducendo le discussioni culturali a un ruolo subalterno. Rinnovamento del movimento liberale, distinzione dei partiti e riformismo furono temi che comparvero fin dai primi numeri del 1904. Per la politica estera, la rivista richiese forze militari adeguate alla necessità della difesa e della sicurezza del paese, mentre in politica interna, pur riconoscendo i progressi, che riguardavano soprattutto l'industria, contrastò l'operato di Giovanni Giolitti, al quale vennero rimproverati i cedimenti nei confronti dell'estrema sinistra e l'incapacità di un concreto approfondimento dei problemi. A questo proposito degna di nota è la collaborazione che si instaurò tra l'Idea liberale e Il Regno, la rivista fondata da Corradini nel 1903; nonostante le divergenze in politica estera ed economica, le due pubblicazioni concordavano nella speranza di un risveglio delle forze conservatrici e individualiste, e nella sfiducia nel riformismo.
Tuttavia presto riaffiorarono, come in passato, incomprensioni e fratture all'interno della rivista stessa, che riguardarono dapprima l'iniziativa promossa nel 1904 da De Viti, De Marco e Giretti per una grande lega antiprotezionista aperta ai socialisti, proposta che scatenò vivaci polemiche tra i collaboratori. Lo sciopero generale del 1904 divise nuovamente i collaboratori: Albasini giudicò la situazione grave, mentre Martinelli valutò positivamente il fatto che la manifestazione avesse costretto a risvegliare nella borghesia la "coscienza conservatrice della società".
In una realtà italiana governata dall'impotenza e dall'incapacità (l'esempio più vistoso di questa situazione era stato lo sciopero generale), in occasione delle elezioni generali del 6 novembre 1904 i liberali rilanciarono l'idea della formazione di un partito liberal-conservatore, puntando a creare nel paese una coscienza pubblica come unica garanzia di libertà. L'idea liberale annunciò che tre dei sei candidati del partito liberale erano collaboratori e membri del consiglio direttivo del giornale: Albasini, Canetta e Mojana. I risultati elettorali segnarono un grande successo per il periodico poiché i candidati furono eletti.
Canetta ed Albasini, insieme a Cornaggia, esponente dei cattolici con i quali i liberali avevano trovato una linea d'intesa superando la vecchia questione clericalismo-anticlericalismo. Sulle colonne dell'Idea liberale si aprì così un vivace dibattito sul tema della riscossa e della resistenza all'assalto proletario, sull'indipendenza dei liberali dai socialisti, sulla necessità di una riorganizzazione di classe da parte della borghesia, che perseguisse l'obiettivo di elaborare una politica nazionale; di tali questioni si occuparono anche i collaboratori del Regno.
L'atteggiamento del periodico per tutto il 1905 e il 1906 si imperniò sull'opposizione a Giolitti, Fortis e Sonnino e sulla necessità che la classe borghese individuasse, dominasse e dirigesse le trasformazioni della società senza lasciarsi strappare provvedimenti e riforme.
Di fronte all'atteggiamento dei moderati che, dopo aver sperato che Sonnino conducesse il paese con coraggio e sincerità politica, avevano poi ostentato antipatia per un ministero diventato antiliberale e anticonservatore, L'idea liberale affermò, pur senza approvare Giolitti, di non poter giustificare la mancanza di equilibrio dei moderati, manifestando tutta la sua sfiducia in una classe dirigente incapace di una decisiva rottura politica con la prassi del compromesso e del trasformismo instaurato da Agostino Depretis in poi.
L'idea liberale chiuse le sue pubblicazioni definitivamente il 31 dicembre 1906, in seguito a una crisi economica e redazionale iniziata già da un anno. Nonostante la rivista avesse assunto cadenza quindicinale in fascicoli di 24 pagine e nonostante Guido Martinelli ne avesse assunto la responsabilità morale e materiale, liberandone completamente i passati amministratori, acquistando la rivista o assumendone la direzione, L'idea liberale non riuscì a risollevare la propria situazione critica.
Nell'ultimo numero pubblicato (31 dicembre 1906), fu proprio Martinelli, a nome di tutta la rivista, a prendere congedo definitivamente da scrittori e abbonati.